# Kloster Julita
Das Kloster Julita (auch Säby, lateinisch Saba) ist ein ehemaliges Zisterzienserkloster in Schweden. Das Kloster lag in Södermanland in der Kommune Katrineholm und wurde 1526 aufgelöst. Es ist heute ein großes Freilichtmuseum mit dem auf dem abgerissenen Kloster erbauten Herrenhaus Julita Gård.

## Geschichte
Das Kloster wurde um 1160 durch Abt Gerhard von Alvastra als Tochterkloster von Kloster Alvastra aus der Filiation der Primarabtei Clairvaux in Viby bei Sigtuna gegründet. Dank einer Schenkung des Königs Knut Eriksson wurde es um 1180 nach Säby (von daher der lateinische Name Saba) am Öljaren-See im Kirchspiel Julita verlegt. Die Klosterkirche wurde nach einem Brand im Jahr 1382 wiederaufgebaut. Das Kloster wurde in der Reformation 1526 enteignet und darauf abgerissen.
König Gustav I. Wasa belehnte 1527 Olof Arvidsson, einen Amtmann in Nyköping, mit den Gütern des Klosters. Das so entstandene weltliche Gut Julita Gård hatte später verschiedene Besitzer, darunter Paul Khevenhüller, seinen Schwiegersohn Matthias Palbitzki und Mitglieder der Familie Lewenhaupt.
Im Jahr 1944 übernahm das Nordische Museum gemäß dem Testament des letzten privaten Besitzers, Arthur Bäckström (1861–1941), das Gut. Es ist heute ein großes Freilichtmuseum, in dem auch ein kleiner Teil der früheren Abtei zu sehen ist.

## Bauten und Anlage
Das Kloster lag südlich des bestehenden, um 1670 errichteten Herrenhofs Julita Gård, die Kirche teilweise unter dem Südflügel des jetzigen Corps de logis. 
Das westliche Ende des früheren Konversenbaus ist noch im jetzigen Herrenhaus erhalten. Zusammen mit einem weiteren kleinen Gebäude, das sich ursprünglich außerhalb des Kreuzgangs befand, ist dies alles, was heute von der Abtei zu sehen ist, obwohl archäologische Ausgrabungen das gesamte Ausmaß der Hauptgebäude der Abtei freigelegt haben.